# Chiesa della Natività della Beata Vergine Maria (Vo')
La chiesa della Natività della Beata Vergine Maria è un luogo di culto sito nel centro abitato di Boccon, frazione di Vo' (PD).
La chiesa, intitolata alla Natività della Beata Vergine Maria, è, nella suddivisione territoriale della Chiesa cattolica, collocata nel vicariato dei Colli, a sua volta parte della diocesi di Padova, ed è sede parrocchiale.

## Storia
L'abitato, di origine alto medioevale e citato già in un documento del 969 con l'appellativo di Bucones, ha nel tempo eretto una sua chiesa per la cura delle anime dei suoi abitanti. Nel 1297 era presente una pieve intitolata alla Vergine Maria a cui erano soggette le chiese minori di Cortelà e Castelnuovo.
Due secoli più tardi, nel 1536, l'allora arciprete Francesco Riorno decise di rinunciare alla parrocchia e ai suoi beni immobili e che, per decisione di papa Paolo III, venne sottoposta al monastero olivetano del monte Venda.
Quando nel 1771 la Repubblica Veneta decretò la soppressione del monastero, la parrocchia di Boccon tornò sotto il controllo territoriale della diocesi di Padova; tuttavia, la famiglia Erizzo, proprietaria dei beni del monastero, rivendicò il giuspatronato sulla chiesa.
L'edificio fu oggetto di un profondo rinnovamento negli anni trenta del XX secolo, ultimo massiccio intervento eccettuato il rifacimento del tetto dell'inizio del XXI secolo.